# 蓬图斯·霍尔姆贝里
蓬图斯·霍尔姆贝里（瑞典語：Pontus Holmberg，1999年3月9日—），瑞典男子冰球运动员，场上位置是前锋。他曾代表瑞典国家队参加2022年冬季奥林匹克运动会冰球比赛，获得第4名。